# AOL Instant Messenger
AOL Instant Messenger ou AIM foi um popular software de mensagens instantâneas da AOL lançado em outubro de 1997.
O programa usava o protocolo OSCAR, também utilizado pelo programa ICQ. Alguns softwares compatíveis utilizavam o protocolo TOC, um wrapper (tradutor) com funcionalidade reduzida, criado com a função de ser uma implementação aberta do protocolo, mas já praticamente abandonado. Um sucessor do TOC é utilizado pela versão online do AIM (AIM Express). Parte da implementação do protocolo foi disponibilizada pela AOL.
No dia 15 de dezembro de 2017, o AIM foi descontinuado.

## Sobre o programa
AOL Instant Messenger era um mensageiro instantâneo que permitia aos seus usuários registrados comunicação em tempo real por texto, voz ou vídeo pela Internet. Programas oficiais compatíveis estão disponíveis para Microsoft Windows, Mac OS, Mac OS X e Linux. É o programa com maior número de usuários, principalmente devido a sua popularidade nos Estados Unidos. É desenvolvido pela AOL LLC.

## História
Desde a versão 2.0, o AIM inclui recursos de mensagens instantâneas, conversas multi-usuários e compartilhamento de arquivos. A versão 4.3 tornou possível armazenar a lista de contatos nos servidores da AOL. Pouco depois passou a oferecer jogos multi-usuários por meio do sistema WildTangent.
A versão 5.5 passou a oferecer video conferência entre usuários com sistema operacional Windows e o programa iChat para Mac OS X.

### iChat
A Apple Computer licenciou o protocolo OSCAR para uso no programa iChat AV para Mac OS X em junho de 2003, se tornando o primeiro cliente oficial externo, além disso oferece áudio e vídeo-conferência, compatível com o AIM para Windows a partir da versão 5.5. Tempo depois, a AOL anunciou que não mais desenvolveria a versão Mac OS do AIM, optando por tornar pública parte de sua documentação técnica para Mac OS e Linux , junto com o lançamento da versão Triton para Windows.